# Бернсвил (Мисисипи)
Бернсвил (енгл. Burnsville) град је у америчкој савезној држави Мисисипи.

## Демографија
По попису из 2010. године број становника је 936, што је 98 (-9,5%) становника мање него 2000. године.
| Група             | 2000.         | 2010.       |
| Белци             | 1.007 (97,4%) | 904 (96,6%) |
| Афроамериканци    | 0 (0,0%)      | 1 (0,1%)    |
| Азијати           | 0 (0,0%)      | 1 (0,1%)    |
| Хиспаноамериканци | 13 (1,3%)     | 15 (1,6%)   |
| Укупно            | 1.034         | 936         |